# EC Operário (Várzea Grande)
EC Operário  was een Braziliaanse voetbalclub uit Várzea Grande in de staat Mato Grosso. 

## Geschiedenis
De club werd opgericht op 6 maart 1994. In 1995 nam de club de plaats van CE Operário Várzea-Grandense over in de staatscompetitie. Deze traditieclub kreeg te kampen met financiële problemen. Het nieuwe Operário bereikte dat jaar meteen de finale om de staatstitel en won deze van União Rondonópolis. Ze speelden dat jaar ook in de nationale Série C en werden daar groepswinnaar. In de tweede ronde verloren ze met 2-0 van Atlético Goianiense. Ze wonnen de terugwedstrijd met 4-2 maar door de uitdoelpuntregel was de club uitgeschakeld. Na een derde plaats in 1996 werden ze in 1997 opnieuw staatskampioen tegen União. In de Série C eindigde de club derde in zijn groep en was na de eerste ronde uitgeschakeld. 
In 1998 verloor de club de finale van de staat Sinop. Nadat hij zich niet kwalificeerde voor de finale in 1999, schortte de club zijn activiteiten in 2001 op. In 2002 keerde hij terug en werd kampioen en kort daarna werd de titel ontbonden en vervangen door het nieuwe team dat werd gevormd: Operário FC (Várzea Grande).

## Erelijst
Campeonato Mato-Grossense
1995, 1997, 2002